# Bożena Demczenko-Grzelak
Bożena Demczenko–Grzelak (ur. 2 lipca 1954 we Wrocławiu) – polska lekarz stomatolog, pilotka szybowcowa i samolotowa.
Zdobywczyni 18 medali w tym 11 złotych w szybownictwie sportowym. Jest Szybowcową Mistrzynią Europy Kobiet, siedmiokrotną mistrzynią i czterokrotną wicemistrzynią Polski Kobiet, dwukrotną wicemistrzynią Polski, trzykrotną mistrzynią i wicemistrzynią Państw Demokracji Ludowej. Jest pierwszą Polką i piątą kobietą na świecie, która startowała z mężczyznami w Mistrzostwach Świata w Szybownictwie (1995 w Nowej Zelandii). Ustanowiła dwa rekordy Polski po trasie trójkąta 500km oraz po trasie łamanej na szybowcu dwumiejscowym. Jest członkinią Szybowcowej Kadry Narodowej od 1977 r., a reprezentacji Polski od 1979 r. W powietrzu spędziła ponad 3 tys. godzin przelatując ponad 125 000km. Wystartowała ponad 60 razy w krajowych i zagranicznych zawodach szybowcowych.

## Wybrane odznaczenia
- Złota Odznaka FAI z trzema diamentami;
- Odznaka Mistrza Sportu;
- Złoty Medal za Wybitne Osiągnięcia Sportowe;
- Medal Czesława Tańskiego;
- Czterokrotnie odznaczona Błękitnymi Skrzydłami przez redakcję czasopisma Skrzydlata Polska oraz licznymi medalami sportowymi.

## Szybownictwo
- I Klasa Pilota Szybowcowego - 3 tys. godzin w powietrzu
- 125 000 przelecianych kilometrów
- II Klasa Pilota Samolotowego - ok. 300 godzin w powietrzu
- Ponad 60 startów w zawodach szybowcowych krajowych i zagranicznych

## Życiorys
- 1971 r. Licencja pilota szybowcowego
- 1976 r. Złota Odznaka Szybowcowa z Trzema Diamentami
- 1982 r. Legitymacja mistrza sportu nr 656
- 1986 r. Licencja pilota samolotowego turystycznego
- 1989 r. Rekord Polski
- 1994 r. Medal Tańskiego
- 1995 r. Mistrz Europy Kobiet w Marpinger Niemcy
- 1995 r. Złoty Medal za Wybitne Osiągnięcia Sportowe
- 1995 r. Udział w Mistrzostwach Świata w Nowej Zelandii
- 1995 r. Złoty Medal za Wybitne Osiągnięcia Sportowe nr leg. 1989
- 1998 r. Rekord Polski
- 2001 r. Udział w pierwszych Mistrzostwach Świata Kobiet
- 2003 r. Udział w drugich Mistrzostwach Świata Kobiet
- 2013 r. Udział w Mistrzostwach Europy Kobiet w Issoudun we Francji
- Medalowe starty w zawodach 1977 r. Wicemistrz Polski, Szybowcowe Mistrzostwa Polski Leszno kl. st.
- 1979 r. Mistrz KDL, Mistrzostwa KDJ Nitra Czechosłowacja kl. otwarta Jantar 1
- 1981 r. Mistrz Polski, V Szybowcowe Mistrzostwa Kobiet Leszno kl. st. Jantar St.
- 1981 r. Mistrz KDL, Szybowcowe Mistrzostwa KDL Seget Węgry kl. st. Jantar St.
- 1982 r. Mistrz Polski, VI Szybowcowe Mistrzostwa Kobiet Lubin Cobra
- 1983 r. Mistrz Polski, VII Szybowcowe Mistrzostwa Kobiet Lubin Cobra.
- 1983 r. Wicemistrz KDL, Szybowcowe Mistrzostwa KDL Szumen Bułgaria kl. st. Jantar St.
- 1988 r. 2 Wicemistrz Polski, Szybowcowe Mistrzostwa Kobiet Leszno Jantar st.
- 1989 r. Mistrz, Szybowcowe Mistrzostwa PDL Leszno kl. st. Jantar St.
- 1990 r. Mistrz Polski, Szybowcowe Mistrzostwa Kobiet Leszno Jantar St.
- 1994 r. Wicemistrz Polski Szybowcowe Mistrzostwa Polski Leszno Jantar St.
- 1994 r. Mistrz Polski, Szybowcowe Mistrzostwa Polski Kobiet Zielona Góra Jantar St.
- 1994 r. Szybowcowe Mistrzostwa Świata Nowa Zelandia Omarama, jedyna kobieta wśród 98 mężczyzn
- 1995 r. Mistrz Polski, Mistrzostwa Polski Kobiet Olsztyn Jantar St.
- 1995 r. Mistrz Europy, Szybowcowe Mistrzostwa Europy Kobiet Niemcy Marpingen, SzD-55
- 1998 r. Wicemistrz Polski, Szybowcowe Mistrzostwa Polski Kobiet Leszno Jantar St.
- 2002 r. 2 Wicemistrz Polski, Szybowcowe Mistrzostwa Polski Kobiet Leszno Jantar St.
- 2012 r. Mistrz Polski, Szybowcowe Mistrzostwa Polski Kobiet Jelenia Góra Jantar St.
- 2013 r. Start w Szybowcowych Mistrzostwach Świata Kobiet we Francji Issoudun 8. - mce.

## Kariera zawodowa - Wykształcenie i praktyka
- 1975 r. Dyplom Technika Dentystycznego - jako najlepszy słuchacz typowana bez egzaminu na Akademię Medyczną Wydział Stomatologii we Wrocławiu
- 1980 r. Dyplom Lekarza Stomatologa - studia ukończone jako PRIMUS INTER PARES 5/80
- 1988 r. specjalizacja II stopnia stomatologii ogólnej
- 1980 - 1992 r. Górniczo Hutniczy Specjalistyczny Zespół Opieki Zdrowotnej w Lubinie jako lekarz stomatolog
- od 1985 r. prywatna praktyka stomatologiczna
- od 1992 r. wyłącznie prywatna praktyka stomatologiczna
- Do dzisiejszego dnia prowadzi prywatny gabinet stomatologiczny.